# Excelsior (Brandenburg)
Excelsior is een Duits historisch merk van motorfietsen.
De bedrijfsnaam was: Excelsior Fahrradwerke, Gebr. Conrad & Patz AG, Brandenburg an der Havel.
Dit merk uit 1901 was het eerste dat de naam Excelsior droeg. Men gebruikte evenals het Engelse Excelsior oorspronkelijk Fafnir-, Zedel- en Minerva-motoren, waardoor de merken gemakkelijk verward konden worden.
De productie werd in 1906 gestopt maar in 1927 weer opgenomen. Vanaf dat jaar werden in Brandenburg vooral JAP-kopkleppers ingebouwd en in de jaren dertig Fichtel & Sachs- en Bark-tweetakten. De productie werd in 1939 bij het uitbreken van de Tweede Wereldoorlog gestaakt. De Duitse Excelsior werd niet zo beroemd als de Engelse.